# Fjodor Sjaljapin Jr.
Fjodor Sjaljapin Jr., Fjodor Fjdorovitj Sjaljapin Jr. (ryska: Фёдор Фёдорович Шаля́пин), född 6 oktober 1905 i Moskva, död 17 september 1992 i Rom, var en rysk skådespelare. Hans far var operasångaren Fjodor Sjaljapin.

## Filmografi (filmer som haft svensk premiär)
- 1939 - Balalaika - soldat (ej krediterad)
- 1941 - Min frus frestelser - rymdman
- 1943 - På uppdrag i Moskva - butikschef
- 1943 - Klockan klämtar för dig - Kashkin
- 1944 - Sången om Ryssland - Maxim
- 1944 - Vilse i harem - violinist (ej krediterad)
- 1945 - Skandal vid hovet - lakej
- 1946 - Ziegfeld Follies - löjtnant
- 1948 - Triumfbågen - Scheherazades kock
- 1962 - Sodom och Gomorra - Alabias
- 1972 - Roma - sig själv
- 1986 - Rosens namn - Jorge de Burgos
- 1987 - Mångalen - gammal man
- 1992 - Den innersta kretsen - professor Bartnjev
- 1992 - Max och Jeremie - Sam Marberg